# Елисейские поля (альбом)
«Елисейские поля» — дебютный студийный альбом российской певицы Кати Лель, выпущенный в 1998 году на лейбле Extraphone. 

## Об альбоме
Продюсером альбома выступил тогдашний супруг певицы Александр Волков.
Песни для альбома были написаны совершенно разными авторами, включая Илью Резника, Владимира Матецкого и Евгения Кемеровского. Последний, по словам Лель, долго не мог подобрать исполнительницу под песню «Я по тебе скучаю», но, увидев клип «Елисейские поля», сам разыскал певицу и подарил ей её. Также для альбома Лель записала свою версию песни «Куда уходит детство» из репертуара Аллы Пугачёвой.
На песни «Огни» (реж. Филипп Янковский), «Елисейские поля» и «Я по тебе скучаю» (реж. Сергей Кальварский) были сняты видеоклипы.

## Отзывы и признание
| Оценки критиков | Оценки критиков |
| Источник        | Оценка          |
| --------------- | --------------- |
| Живой звук      | [ 3 ]           |

В своей рецензии для газеты «Живой звук» Александр Кутинов заявил, что сказать ему про Лель особо нечего: довольно приблизительная музыка, вокал на троечку и нарочито дорогое издание компакта. Однако он предложил не слушать дебютантку, а смотреть, поскольку «вялотекущая женственность исполнения буквально взрывается сексапильностью видеоряда». Также он предостерег от прослушивания лиц старшего поколения новой версии песни «Куда уходит детство».
Альбом «Елисейские поля» был признан альбомом года на музыкальной премии «Овация» в 1999 году. Однако впоследствии Александр Волков заявил, что данная победа была куплена им за пятнадцать тысяч долларов.

## Список композиций
| №                   | Название              | Текст песни         | Музыка                     | Длительность |
| ------------------- | --------------------- | ------------------- | -------------------------- | ------------ |
| 1.                  | «Огни»                | Владимир Матецкий   | Александр Шаганов          | 3:27         |
| 2.                  | «Ты далеко»           | Валерий Жуков       | Валерий Жуков              | 2:41         |
| 3.                  | «Позови»              | Катя Лель           | Катя Лель                  | 3:29         |
| 4.                  | «Любишь, не любишь»   | Владимир Баранов    | Владимир Матецкий          | 3:25         |
| 5.                  | «Подожди»             | Илья Резник         | Юрий Мочман                | 4:30         |
| 6.                  | «Дай мне слово»       | Алексей Котляров    | Олег Злобин                | 3:15         |
| 7.                  | «Я по тебе скучаю»    | Евгений Кемеровский | Евгений Кемеровский        | 3:19         |
| 8.                  | «Поезд в никуда»      | Илья Резник         | Катя Лель, Алексей Хвацкий | 3:42         |
| 9.                  | «Твои слова»          | Евгений Кемеровский | Евгений Кемеровский        | 3:57         |
| 10.                 | «Ты будешь мой»       | Алексей Котляров    | Олег Злобин                | 3:29         |
| 11.                 | «Если нельзя»         | Николай Трубач      | Николай Трубач             | 3:05         |
| 12.                 | «Се Ля Ви»            | Борис Рожанский     | Олег Злобин                | 3:23         |
| 13.                 | «Куда уходит детство» | Леонид Дербенёв     | Александр Зацепин          | 3:49         |
| 14.                 | «Вчерашняя любовь»    | Евгений Муравьёв    | Алексей Гарнизов           | 4:10         |
| 15.                 | «Елисейские поля»     | Илья Резник         | Юрий Мочман                | 3:48         |
| 16.                 | «Иду по осени»        | Илья Резник         | Юрий Мочман                | 4:37         |
| 17.                 | «Я приеду»            | Евгений Кемеровский | Евгений Кемеровский        | 3:11         |
| Общая длительность: | Общая длительность:   | Общая длительность: | Общая длительность:        | 60:01        |